# Nihoa tatei
Nihoa tatei är en spindelart som beskrevs av Raven 1994. Nihoa tatei ingår i släktet Nihoa och familjen Barychelidae. Inga underarter finns listade i Catalogue of Life.